# Сливане и поглъщане
Сливане и поглъщане (от англ. Mergers and Acquisitions, M&A) са различни форми на сливане на две бизнес организации в една.
Сливане е обединяване на приблизително равни партньори, в резултат на което се формира нова фирма с ново название.
Поглъщане или придобиване е обединяване на две фирми, при което по-голямата фирма придобива и интегрира в своята структура бизнеса на по-малката фирма. Съществуват и други вариации, при които процесът започва с обмяна на дялове или при които (особено в банковия сектор) новата организация продължава да оперира всички брандове.
Стратегически цели, реализирани при свиване и поглъщане:
- укрепване на технологичните предимства
- разширяване на конкурентните възможности
- разширяване на асортимента от продукти и услуги
- създаване на възможности за провеждане на научни изследвания
- намаляване на производствените разходи

Примерните фази на обединяването при сливане или поглъщане могат условно да се разделят на фази според периодите.
1. Фази преди сливането:
  - ухажване – на тази фаза съответните мениджърски екипи обсъждат възможността за обединение и изграждат обща визия и цели. Това се постига чрез серия заседания или няколко месечни неформални разговори (около 4 мес.)
  - оценка и преговори – фирмата купувач осъществява така наречената „проверка на състоянието“. Това е подробен анализ на активите, задълженията и дейността на обекта на сливането. Обявява се обединението и се провежда кръг от преговори с участието на финансови посредници. Определя се новият мениджърски екип и структурата на новата фирма. „Затваряне“ е термин, обозначаващ приключването на юридическата процедура по прехвърлянето на собствеността.
2. Фази след сливането:
  - непосредствен преход – служителите получават информация за новите си работни задължения. Осъществява се преструктуриране, съкращаване на работни места, преназначения. Разработват се детайлни планове за интеграция на дейността
  - преход – на тази фаза започва да действа новата организационна структура. Основна задача е културната интеграция. Провеждат се семинари за изследване на ценностите, философията и стила на работата в новосъздадената фирма

Често срещани причини за неуспех при сливане и поглъщане:
- неуспехът се свърва преди всичко с проблемите на обединяването на двете култури на сливащите се организации
- стига се до неуспех, когато сливащите се организации не успяват да се възползват от обединения интелектуален и емоционален капитал
- провалът е много вероятен, когато сливането се реализира като проектирана стратегия от горе надолу, а не като възникващ процес, позволяващ на всички хора в организацията да участват със свои идеи и виждания
- основно условие за успеха на сливането е сливането да протича като интеграционен процес, който е добре организиран и който включва всеки от сътрудниците на двата организации